# Резонанс Шумана

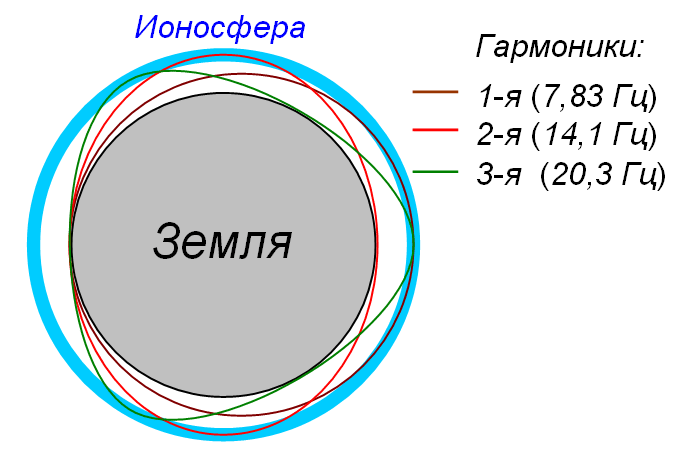
Электромагнитные колебания сверхнизкой частоты, возникающие в резонансной полости между поверхностью Земли и ионосферой (резонанс Шумана)

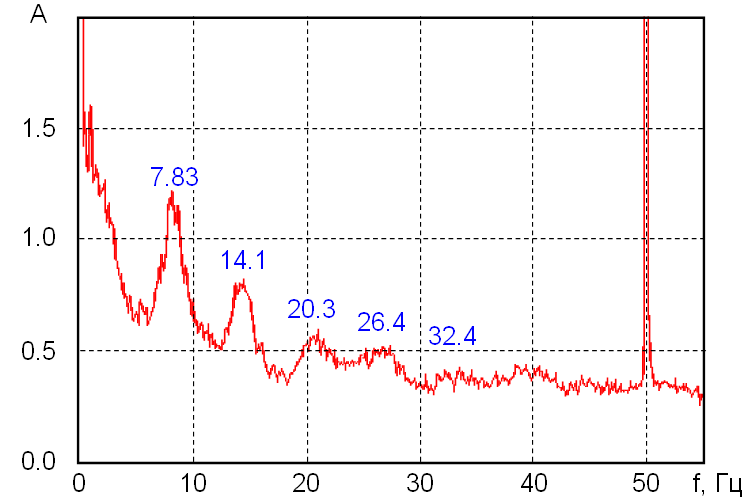
Типичный спектр электромагнитных колебаний сверхнизкой частоты с резонансами Шумана. Пик на 50 Гц обусловлен частотой переменного тока в промышленной электросети

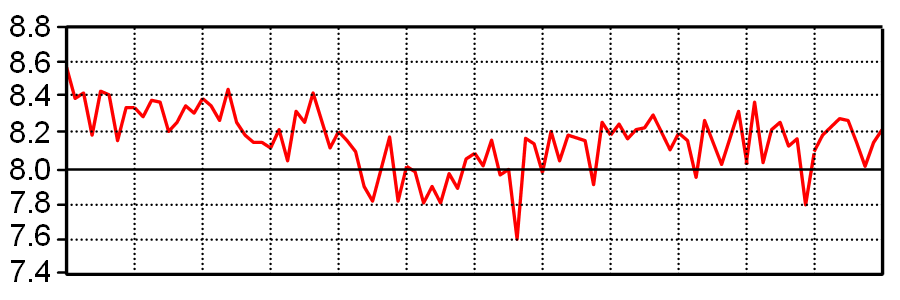
Типичный суточный ход частоты первой гармоники резонанса Шумана

Резона́нсом Шу́мана называется явление образования стоячих электромагнитных волн сверхнизких частот (единицы и десятки герц) между поверхностью Земли и ионосферой. Явление теоретически обосновано и экспериментально обнаружено немецким физиком В. О. Шуманом в 1952—1954 годах.
Стоячие волны возникают в волноводе, образованном поверхностью Земли и её ионосферой. Для электромагнитных волн они представляют собой гигантский сферический резонатор, полость которого заполнена слабоэлектропроводящей средой. Если возникшая в этой среде электромагнитная волна после огибания земного шара снова совпадает с собственной фазой (входит в резонанс), то она может существовать долгое время.

## Математическая модель

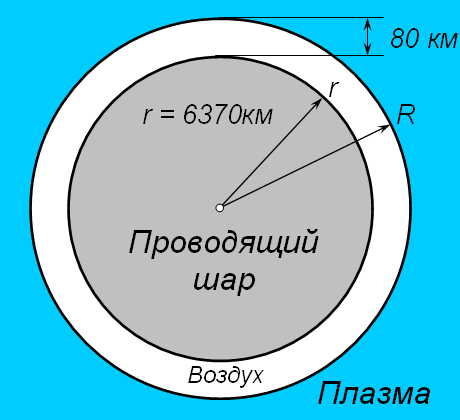
Простейшая модель сферического объёмного резонатора

Рассмотрим объёмный резонатор, состоящий из двух концентрических проводящих сфер. Внутренняя сфера представляет собой поверхность Земли, а внешняя — ионизированный газ ионосферы, находящийся на высоте около 80 км над Землёй.
Предположим, что электромагнитная волна, n раз отражаясь попеременно от поверхности Земли и ионосферы, огибает земной шар. Если на окружности Земли укладывается целое число отражений, то возникает резонанс, и такая волна может существовать продолжительное время. Считая, что волна распространяется со скоростью света с = 300 000 км/с, а окружность Земли составляет L = 40 000 км, получим частоту колебаний, равную
{\displaystyle f_{n}={\frac {cn}{L}}\approx 7{,}5n{\text{ Гц}}.}
Для первых пяти гармоник эта формула даёт ряд частот 7,5 — 15,0 — 22,5 — 30,0 — 37,5 … Гц. Сравнивая теоретические частоты с частотами, полученными экспериментально (7,83 — 14,1 — 20,3 — 26,4 — 32,4 … Гц), заметим, что при хорошем совпадении частоты первой гармоники ошибка с ростом n увеличивается.
В своей оригинальной работе Винфрид Отто Шуман проанализировал колебания, возникающие в сферическом объёмном резонаторе. При этом он учитывал, что поверхность земли имеет постоянную проводимость около σ = 10−3 См/м, а проводимость ионосферы на высотах 70—90 км меняется в пределах σ = 10−5—10−3 См/м. Из-за этого средняя скорость распространения электромагнитной волны V(σ) примерно на 20 % меньше, чем при отражении от сферы с бесконечной проводимостью. Для частоты n-й гармоники Шуман получил
{\displaystyle f_{n}={\frac {V(\sigma )}{L}}{\sqrt {n(n+1)}}\approx 6{,}0{\sqrt {n(n+1)}}{\text{ Гц}},}
что для первых пяти гармоник даёт 8,5 — 14,7 — 20,8 — 26,8 — 32,9 Гц.

## Причины возникновения волн
Существует несколько гипотез возникновения электромагнитных волн в полости «поверхность Земли — ионосфера».
Согласно «грозовой» гипотезе, первичным естественным источником возбуждения резонанса Шумана являются разряды молнии. Молнии ведут себя как огромные передатчики, которые излучают электромагнитную энергию на частотах ниже 100 кГц. Именно они становятся причиной возбуждения электромагнитных колебаний в широком диапазоне частот. Данным явлением и объясняется, по мнению большинства специалистов, наличие устойчивых сверхнизкочастотных колебаний, которые практически не затухают и имеют фиксированные частоты.
На Земле ежесекундно происходит примерно 2000 грозовых бурь, сопровождающихся приблизительно 50 вспышками молний. Каждая молния генерирует электромагнитные волны, которые начинают вращаться вокруг планеты, оказываются в «ловушке» между поверхностью Земли и ионосферой на высоте около 96 километров. Некоторые из этих волн, если их длина соответствует определенным условиям, сливаются, усиливаясь и создавая регулярные атмосферные пульсации, известные как резонанс Шумана. Этот резонанс является ценным инструментом для анализа погоды, электрической обстановки и химического состава атмосферы Земли.
Для достижения резонанса требуется, чтобы длина этих волн была кратна длине окружности Земли. Таким образом, получается крайне низкочастотная волна, достигающая частоты около 8 Гц — примерно в сто тысяч раз ниже частот используемого для радиовещания диапазона средних волн. Когда эти волны охватывают Землю, гребни и впадины совпадают в оптимальной точке, создавая особый эффект.

## История исследований
Впервые наличие стоячих электромагнитных волн и их частоты в системе «поверхность Земли — ионосфера» было предсказано ирландским физиком Дж. Ф. Фицджеральдом в 1893 году.
В 1900 году, по всей видимости независимо, к схожему выводу пришёл Никола Тесла, запатентовавший в 1905 году своё открытие. Тесла охарактеризовал Землю как резонансный контур, и был недалёк от истины — по его подсчётам, резонанс составлял 6,18—30 Гц (эти значения довольно близки к полученным экспериментально 7,83—32,4 Гц). Английский физик Оливер Хэвисайд предположил наличие ионизированного слоя в атмосфере ещё в 1902 году.
В 1952 году В. О. Шуман, в то время возглавлявший Институт электрофизики Мюнхенского технического университета (англ. Electrophysical Institute at the Technical University of Munich), опубликовал первую свою статью об электромагнитных волнах в волноводе, сформированном земной поверхностью и ионосферой. После этой публикации началось активное изучение того, что впоследствии назвали «резонансом Шумана».
Теоретическое обоснование явления описано им в трёх статьях:
1. W.O. Schumann, Über die strahlungslosen Eigenschwingungen einer leitenden Kugel, die von einer Luftschicht und einer Ionosphärenhülle umgeben ist, Zeitschrift und Naturfirschung 7a, 1952, SS. 149—154
2. W.O. Schumann, Über die Dämpfung der elektromagnetischen Eigenschwingnugen des Systems Erde — Luft — Ionosphäre, Zeitschrift und Naturfirschung 7a, 1952, SS. 250—252
3. W.O. Schumann, Über die Ausbreitung sehr Langer elektriseher Wellen um die Signale des Blitzes (недоступная ссылка), Nuovo Cimento 9, 1952, pp. 1116—1138. doi:10.1007/BF02782924

В 1954 году Шуман и Х. Кёниг (нем. Herbert König) опубликовали работу с результатами своих измерений этих резонансных колебаний.
Первое бесспорное (независимое) экспериментальное подтверждение наличия резонансов Шумана было получено в 1960 году.
Затруднения в исследовании волн Шумана обусловлены тем, что для их приёма требуется специальная очень чувствительная аппаратура и соответствующая окружающая обстановка: даже движение деревьев, животных или людей рядом с приёмником может повлиять на его показания.
Интерес к резонансу Шумана возродился в 1990-х годах, с появлением более совершенной аппаратуры.
В сентябре 2011 года волны резонанса Шумана были зарегистрированы на высоте до 850 км спутником C/NOFS (ранее ограничением высоты таких волн считалось 100 км).
Основные станции наблюдения за резонансными волнами Шумана:
- станция Томского государственного университета (Россия, Томск)[17];
- станция Модрской обсерватории, (Словакия, Модра);
- станция Лехта (Россия);
- станция West Greenwich (США);
- станция Hollister и Parkfield (США);
- станция Moshiri (Япония);
- станция Мартовая (Украина);
- станция Университета Янины (Греция);
- станция Nagucenk (Венгрия);
- станция Mitzpe Ramon (Израиль);
- полярные станции.